# Українська студентська громада в Петербурзі

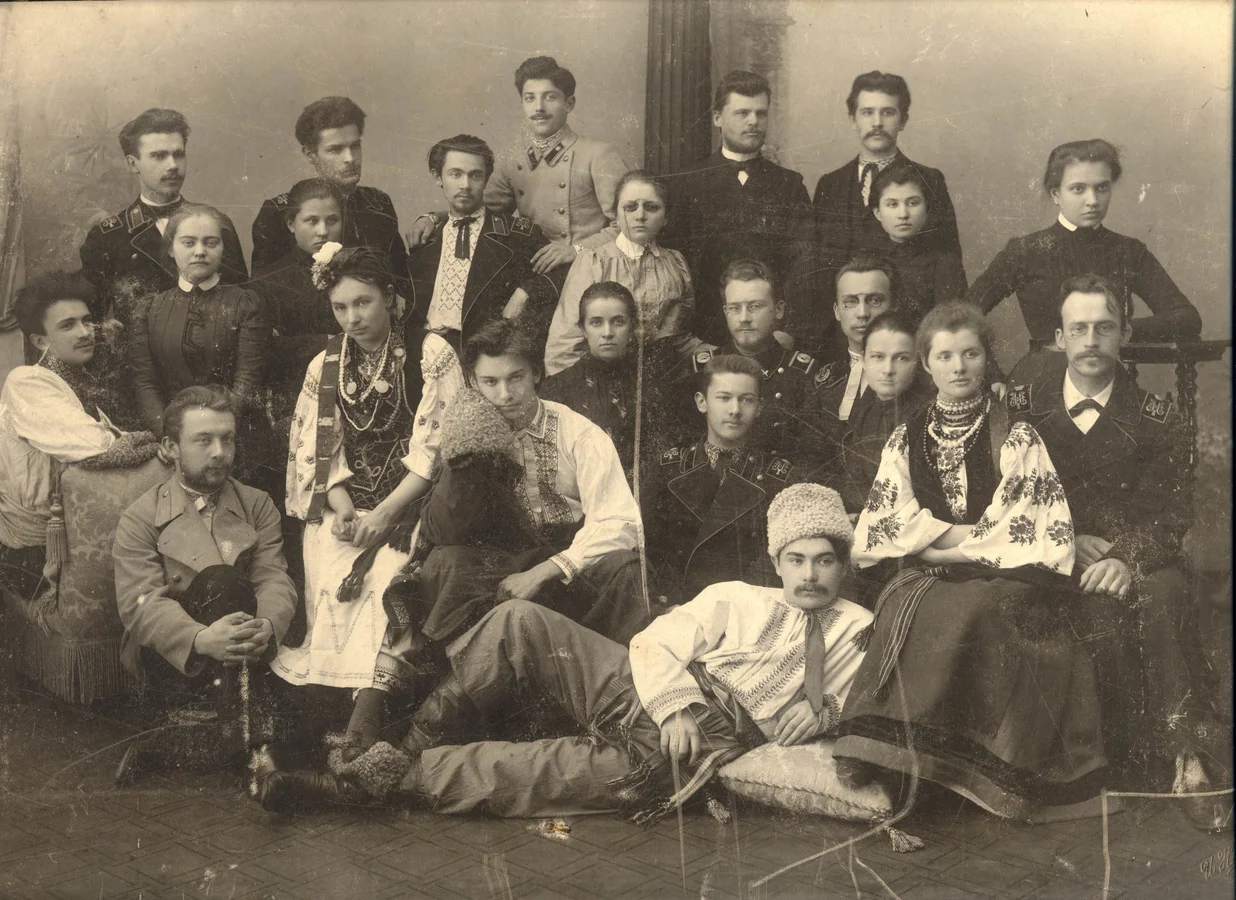
Українська студентська громада у Санкт-Петербурзі, початок 1900-х років. В другому ряду (зліва направо): Микола Сахаров, невідома, Віра Попова, Гліб Бокій (тримає в руці смушеву шапку), Ольга Косач, Степан Лаврентьєв, Борис Іваницький, Володимир Шемет, невідомі, Сергій Шемет. У верхньому ряду: Іван Труба (між Вірою Поповою та Ольгою Косач).

Украї́нська студе́нтська грома́да в Петербу́рзі — українська громадська організація, що діяла у 1898—1916 роках у Санкт-Петербурзі.
Об'єднувала українських студентів високих шкіл Петербурга. Проводила національно-виховну роботу серед студентських «земляцтв», мала студентський хор. Тісно співпрацювала з Українською громадою Петербурга і згодом з філіями РУП і ТУП.
Число членів: 1905 — 60, 1908 — 100, 1914 — 300.
Головами УСГ були: Сергій Шемет, Василь Мазуренко, Гліб Бокій, Дмитро Дорошенко, Сергій Тимошенко та інші.
До активних діячів належали: М. Маслов, Д. Донцов, Є. Неронович, М. Скрипник, Б. Іваницький, І. Косенко й ін.
Громада видавала журнал «Український студент» (1913—1914).